# Gordon Lindsay
Gordon Lindsay (ur. 18 czerwca 1906, zm. 1 kwietnia 1973) – amerykański kaznodzieja przebudzeniowy, pastor, misjonarz i założyciel bezwyznaniowej szkoły biblijnej Christ for the Nations Institute.

## Życiorys
Kaznodzieja z Teksasu Gordon Lindsay założył 3000 kościołów w 83 krajach. Napisał 250 książek i broszur, które są tłumaczone na 46 języków. Jedną z jego bardziej znanych książek jest „William Branham mąż od Boga posłany”.